# Sportgetränk
Ein Sportgetränk ist ein Funktionsgetränk, das auf einen Einsatz bei körperlicher Beanspruchung optimiert ist. Es dient sowohl zur Wasserzufuhr bei sportlicher Aktivität als auch als Energielieferant bei Ausdauerleistungen.
Es besteht aus einer Mischung aus Wasser, Kohlenhydraten (üblicherweise ca. 30 bis 80 Gramm pro Liter), Mineralstoffen und oft noch weiteren Zusatzstoffen wie Vitaminen, Aminosäuren und Spurenelementen. Fruchtsäfte und Aromen dienen der Geschmacksbildung. Einige Getränke sind kalorienreduziert oder auf der Basis von Milchserum hergestellt, andere enthalten auch anregende Stoffe wie Coffein (auch in Kombination mit Taurin, einer semi-essentiellen Aminosäure, welche unkombiniert eher beruhigend wirkt, zusammen mit Coffein aber dessen anregende Wirkung verstärkt), siehe Energydrinks. Erhältlich sind fertig gemischte Getränke und Pulver, das mit Wasser angerührt wird. Die Eignung mancher dieser Getränke für den Sport, insbesondere solcher mit hohem Zuckergehalt und Coffeinzusatz, ist umstritten.
Fruchtsaftgetränke und Limonaden sind als Sportgetränke ungeeignet: Der hohe Zuckergehalt erhöht die Verweildauer im Magen und verzögert somit die Wasserresorption über den Dünndarm. Außerdem kann die Aufnahme derartiger Getränke sogar kurzfristig zu einer Dehydration führen, da die hypertonische Lösung im Dünndarm zunächst verdünnt werden muss, bevor sie resorbiert werden kann. Der Deutsche Olympische Sportbund empfiehlt hingegen als ausreichendes Getränk zum Sport Apfelsaftschorle aus gleichen Anteilen von Apfelsaft und natriumreichem und stillem Mineralwasser. Andere selbsthergestellte Getränke kann man sich aus verschiedenen Zuckern mischen mit Glucose, Fructose, Saccharose, Maltose oder Kohlenhydratmischungen und Natrium, oder man nimmt Molke als Basis für den Zucker und Brühwürfel für das Natrium.
Wenn Sportgetränke im Wettkampf eingesetzt werden sollen, empfiehlt es sich, vorab die subjektive Verträglichkeit verschiedener Produkte miteinander zu vergleichen.
Isotonische Getränke sind jedoch nur ein Teilaspekt. Abhängig von der Art und Dauer der körperlichen Anstrengung muss das Sportgetränk mitunter ganz unterschiedliche Zielsetzungen erfüllen. Eine Zuführung von Kohlenhydraten kann sinnvoll sein. Von der Belastungsdauer hängt ebenfalls ab, welche Mineralien mit dem Sportgetränk zugeführt werden sollten. Bei einer kurzen Belastung steht die Versorgung mit Natrium im Vordergrund, während bei einer längeren Belastung etwa die zusätzliche Versorgung mit Kalium sinnvoll sein kann.